# Bulbophyllum peninsulare
Bulbophyllum peninsulare là một loài phong lan thuộc chi Bulbophyllum.